# Schreikranich

Verbreitungsgebiet des Schreikranichs

Der Schreikranich (Grus americana) ist ein Vogel aus der Familie der Kraniche (Gruidae). Seine Brutgebiete liegen in den Feuchtgebieten der Taiga im mittleren Kanada. Die noch wildlebenden Populationen überwintern in Texas.
Der Schreikranich, der zu den weltweit seltensten Vögeln zählt, war ursprünglich in den Feuchtgebieten in der Langgrasprärie im Mittleren Westen Nordamerikas beheimatet. Vermutlich war er niemals sehr zahlreich und die Population überstieg niemals die Zahl von 10.000 Individuen. Als die Prärie und Feuchtgebiete in den letzten Jahrhunderten in Agrarland umgewandelt wurden, gingen die Bestände rasch zurück, da der verfügbare Lebensraum schnell abnahm und Schreikraniche empfindlich auf Störungen am Brutplatz reagieren. Sie wurden außerdem bejagt, so dass 1937 vermutlich nur noch vierzig Individuen lebten und 1941 nur mehr 15 oder 16 Vögel vorhanden waren, die in einem entlegeneren Teil der borealen Nadelwälder in Kanada brüteten. Seitdem sind sehr große Anstrengungen unternommen worden, den Schreikranich vor dem Aussterben zu bewahren.
Im Jahre 2020 war die Gesamtpopulation auf ungefähr 850 Schreikraniche angestiegen.

## Beschreibung
Die ausgewachsenen Vögel haben ein weißes Gefieder mit einer roten Fläche auf der Kopfoberfläche und einem langen dunklen Schnabel. Sie fliegen wie alle Kraniche mit ausgestrecktem Hals; dabei kontrastieren die schwarzen Handschwingen deutlich zum sonst rein weißen Gefieder. Noch nicht ausgewachsene Vögel haben ein blassbraunes Gefieder.
Schreikraniche suchen in flachem Wasser und Feldern nach Nahrung. Zu ihrer Nahrung zählen Insekten, Wasserpflanzen und aquatische Wirbellose sowie Beeren.

## Brut- und Zuggebiet
Momentan gibt es drei getrennte Populationen.
Die ursprüngliche Gruppe besteht aus Tieren, die nie in Gefangenschaft gelebt haben. Sie verbringt den Sommer im Wood-Buffalo-Nationalpark in Kanada, wo die Kraniche nisten und ihre Jungen aufziehen. Im Herbst ziehen sie in das etwa 4000 Kilometer entfernte Aransas National Wildlife Refuge in Texas. Dort überwintern sie, bis sie im Frühjahr wieder nach Kanada ziehen. Gegenwärtig besteht diese Gruppe aus 216 Individuen.
Schreikraniche nisten auf dem Boden, und zwar meist auf kleinen Bodenerhebungen in Sumpfgebieten. Das Weibchen legt ein bis drei Eier. Die Jungvögel werden von beiden Elternvögeln gefüttert. Normalerweise überlebt nur ein Jungvogel pro Saison.

## Schutzmaßnahmen
Der erste Schritt zum Erhalt des Schreikranichs war der strenge Schutz des einzig verbliebenen Brutgebietes im Wood-Buffalo-Nationalpark, während gleichzeitig das Überwinterungsgebiet in Aransas, Texas geschützt wurde. Des Weiteren versuchte man, einen weiteren Abschuss der Kraniche durch Jäger zu unterbinden. Damit konnte zunächst der Populationsrückgang aufgehalten werden. Allmählich nahm die Zahl der Schreikraniche wieder zu.
Sehr früh war jedoch klar, dass eine Katastrophe wie der Ausbruch einer Epidemie oder ein Schlechtwetterereignis dazu führen könnte, dass die einzige noch verbliebene Population so geschwächt würde, dass ein Überleben der Art nicht weiter gewährleistet wäre. Bereits 1967 beschloss man daher, Schreikraniche in menschlicher Obhut nachzuzüchten. Im Wood-Buffalo-Nationalpark wurden deshalb aus Gelegen mit mindestens zwei Eiern jeweils ein Ei entfernt, ins Patuxent Wildlife Research Center im US-amerikanischen Bundesstaat Maryland gebracht und dort künstlich ausgebrütet. Mit dieser Maßnahme sollte sichergestellt werden, dass es ein Reservoir an Schreikranichen geben würde, sollte die einzig freilebende Population durch ein Extremereignis vernichtet werden.
Artenschutzexperten kamen gleichzeitig jedoch zu dem Schluss, dass es für das langfristige Überleben des Schreikranichs am sinnvollsten wäre, wenn eine zweite Population an einem anderen Ort etabliert würde. Dies schien möglich, weil Schreikraniche zu den verhältnismäßig wenigen Zugvögeln gehören, die ihre Wanderroute erlernen. 2001 wurde diese Population begründet. Bei diesen Vögeln handelt es sich wie bei der ursprünglichen Gruppe um Zugvögel. Allerdings sind diese Vögel in Gefangenschaft geschlüpft und aufgezogen worden. Sie wurden mit Hilfe eines Ultraleichtflugzeuges trainiert, in ihr Sommerrevier im Necedah National Wildlife Refuge in Wisconsin zu ziehen und im Herbst zu ihrem Winterquartier im Chassahowitzka National Wildlife Refuge in West-Florida zurückzukehren. Im Jahre 2009 zählte dieser neu begründete Kranichtrupp achtzig Vögel. Der erste wild in Wisconsin aufgewachsene Jungkranich folgte 2006 seinen Elternvögeln auf dem Zug nach Süden bis Florida.
Zusätzlich hat man eine Population geschaffen, die nicht zieht. 1993 wurde eine zweite Population Schreikraniche in Zentral-Florida angesiedelt. Jedes Jahr werden dort etwa 20 in Gefangenschaft geschlüpfte und aufgezogene Jungvögel in die Freiheit entlassen. So versucht man in Florida eine stabile Population von Schreikranichen aufzubauen, die allerdings keine Zugvögel sind. Einige dieser Vögel haben bereits das Erwachsenenalter erreicht und mit dem Nisten begonnen. 2002 wurde hier der erste Jungvogel flügge. Diese Gruppe besteht zurzeit aus 74 Individuen.
Heute leben 382 ausgewachsene Kraniche in der Wildnis, von denen aber nur 250 adult und fortpflanzungsfähig sind.  In Gefangenschaft leben weitere 151 Individuen (Stand: 2009).
Im Jahre 2020 gibt es ungefähr 677 Schreikraniche in freier Wildbahn und 177 in Gefangenschaft, was eine Gesamtpopulation von etwa 850 Vögeln ergibt.

## Bilder

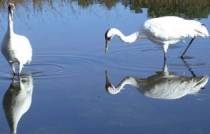
Schreikraniche
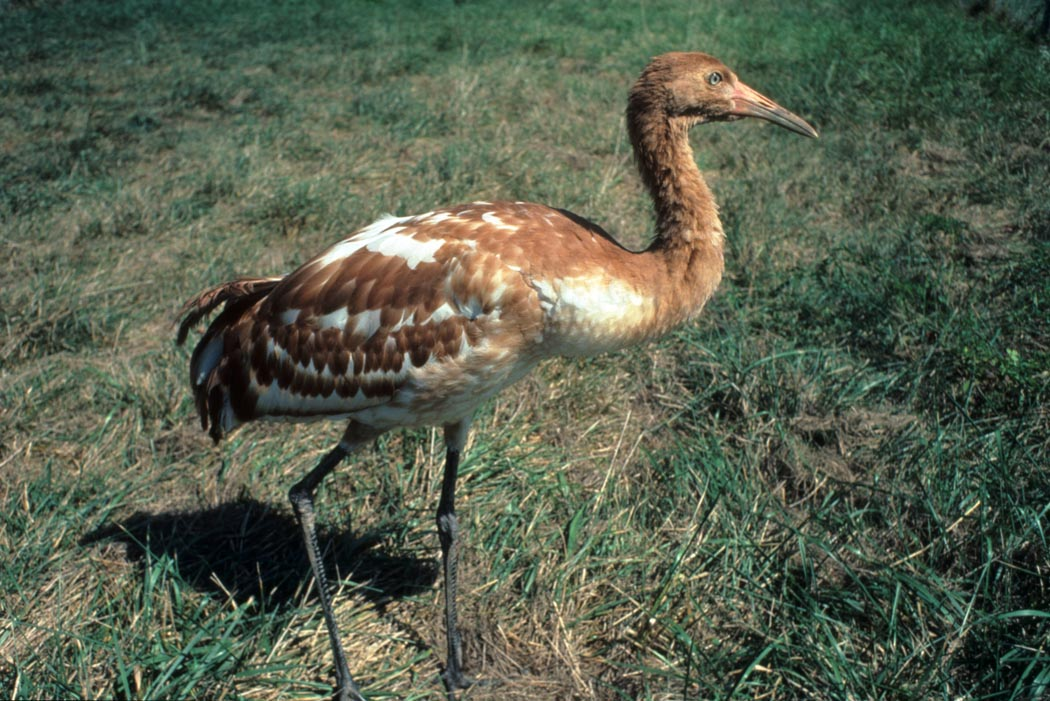
Junger Schreikranich
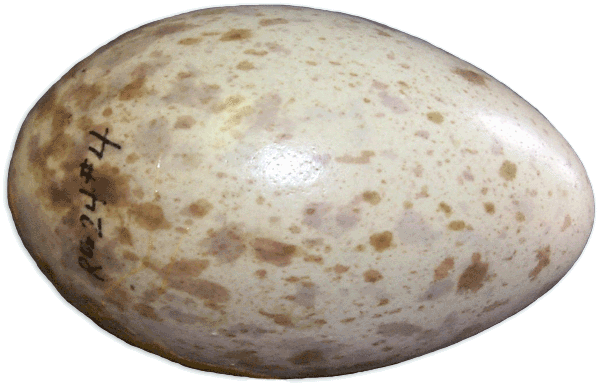
Ei des Schreikranichs